# Novogotické písmo

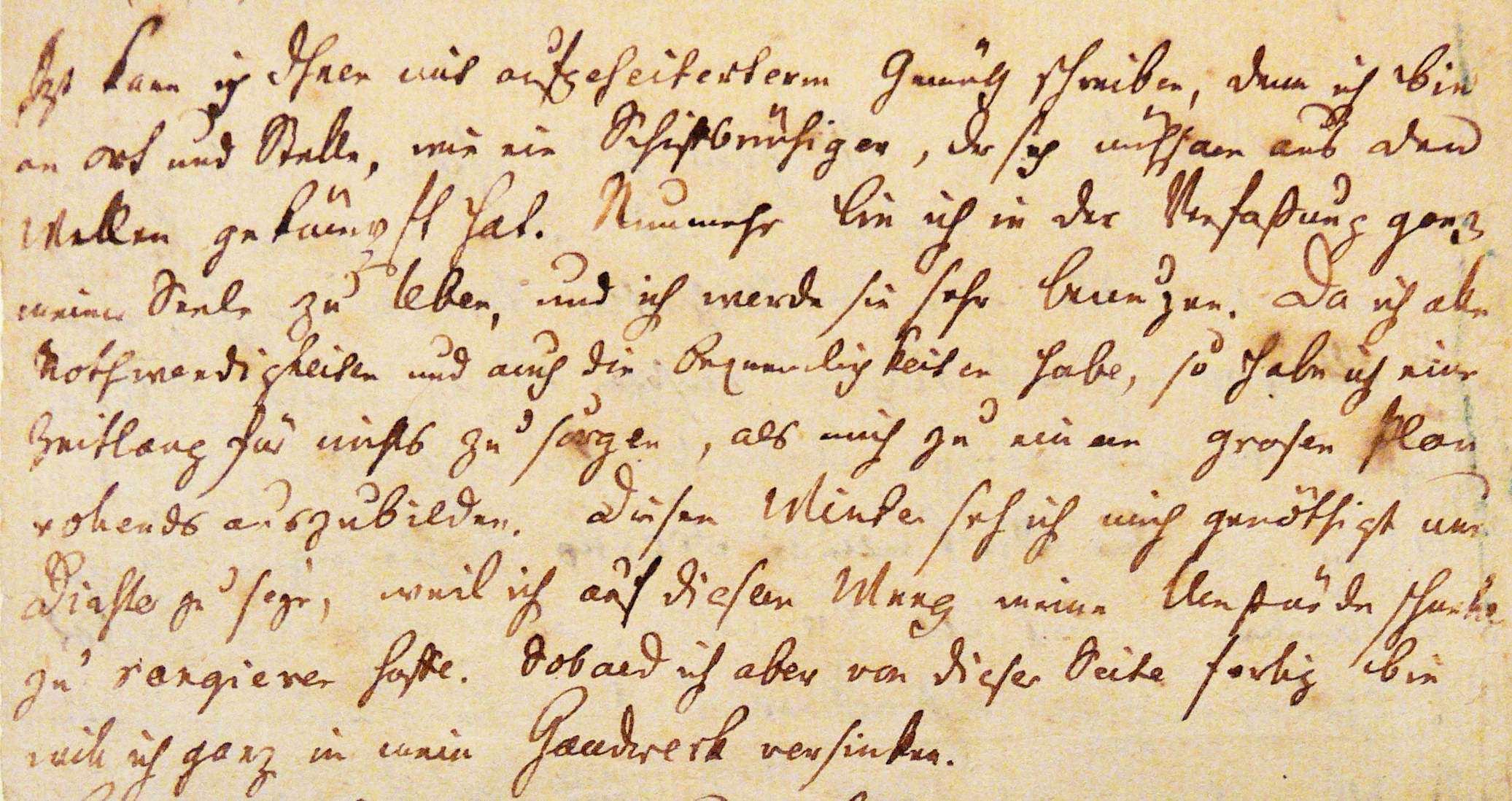
Novogotická kurzíva, nejužívanější typ psaného novogotického písma

Novogotické písmo (neogotické, latinsky neogotica) označuje skupinu novověkých latinských písem, které vznikají po úpadku gotiky a nástupu renesance paralelně s humanistickým písmem, ale na rozdíl od tohoto písma navazují na gotické lámané písmo. Nejprve se tento typ objevuje po celé Evropě, ale největší oblibu si získává v německy mluvících zemích (odtud také někdy označení německé písmo), naopak ze zbytku Evropy je postupně vytlačován humanistickou verzí. V Německu se novogotické písmo udrželo nejdéle (německé obdoby novogotického písma byly kreslená fraktura, polokurzívní kanzlei a kurzivní kurent) a úředně bylo zakázáno až v roce 1941.
Výraz novogotické písmo použil poprvé dánský paleograf Erik Kroman v roce 1943, rozšířil se díky práci Karola Górského z roku 1978. Česky byl výraz poprvé použit Jindřichem Šebánkem.